# 凤阳山荚蒾
凤阳山荚蒾，是五福花科荚蒾属的植物。浙江省植物工作者在《浙江荚属植物资料增补》一文中描述了浙江荚蒾属1新种——凤阳山荚蒾（Viburnum fengyangshanense Z. H. Chen P. L. Chiu et L. X. Ye），并附有墨线图；对2个园艺植物及其野生种的学名，按《国际植物命名法规》和《国际栽培植物命名法 规》进行了重新命名处理。